# Kanton Saillagouse
Saillagouse is een voormalig kanton van het Franse departement Pyrénées-Orientales. Het kanton maakte deel uit van het arrondissement Prades. Het werd opgeheven bij decreet van 26 februari 2015 met uitwerking op 22 maart 2015. Alle gemeenten werden opgenomen in het nieuwe kanton Les Pyrénées catalanes.

## Gemeenten
Het kanton Saillagouse omvatte de volgende gemeenten:
- Angoustrine-Villeneuve-des-Escaldes
- Bourg-Madame
- Dorres
- Égat
- Enveitg
- Err
- Estavar
- Eyne
- Font-Romeu-Odeillo-Via
- Latour-de-Carol
- Llo
- Nahuja
- Osséja
- Palau-de-Cerdagne
- Porta
- Porté-Puymorens
- Saillagouse (hoofdplaats)
- Sainte-Léocadie
- Targassonne
- Ur
- Valcebollère